# Roneisha McGregor
Roneisha McGregor (* 9. Oktober 1997) ist eine jamaikanische Sprinterin, die sich auf den 400-Meter-Lauf spezialisiert hat.

## Sportliche Laufbahn
Erste internationale Erfahrungen sammelte Roneisha McGregor im Jahr 2015, als sie bei den Panamerikanischen-Juniorenmeisterschaften in Edmonton mit der jamaikanischen 4-mal-400-Meter-Staffel in 3:38,77 min die Silbermedaille gewann. Im Jahr darauf gelangte sie bei den U20-Weltmeisterschaften in Bydgoszcz im 200-Meter-Lauf bis in das Halbfinale, in dem sie mit 23,94 s ausschied. In der Staffel kam sie im Vorlauf zum Einsatz und trug damit zum Gewinn der Silbermedaille bei. 2019 gewann sie bei den NACAC-U23-Meisterschaften in Santiago de Querétaro in 51,70 s die Silbermedaille über 400 Meter hinter der Kanadierin Kyra Constantine und siegte mit der gemischten Staffel in 3:16,99 min. Anschließend nahm sie mit der Staffel an den Panamerikanischen Spielen in Lima teil und gewann dort in 3:27,61 min die Bronzemedaille hinter den Teams aus den Vereinigten Staaten und Kanada. Auch bei den Weltmeisterschaften in Doha trug sie durch ihren Vorlaufeinsatz zum Gewinn der Bronzemedaille bei und mit der gemischten Staffel gewann sie in 3:11,78 min die Silbermedaille hinter den USA. 2021 qualifizierte sie sich über 400 Meter für die Olympischen Spiele in Tokio und schied dort mit 50,34 s im Halbfinale aus und gewann zudem in 3:21,24 min gemeinsam mit Janieve Russell, Shericka Jackson und Candice McLeod die Bronzemedaille in der 4-mal-400-Meter-Staffel hinter den Vereinigten Staaten und Polen.
2022 startete sie mit der 4-mal-400-Meter-Staffel bei den Hallenweltmeisterschaften in Belgrad und siegte dort in 3:28,40 min gemeinsam mit Junelle Bromfield, Janieve Russell und Stephenie Ann McPherson und schied im Einzelbewerb mit 52,89 s in der ersten Runde aus. Im Juli verhalf sie der jamaikanischen Mixed-Staffel bei den Weltmeisterschaften in Eugene zum Finaleinzug und anschließend schied sie bei den Commonwealth Games in Birmingham mit 53,28 s in der ersten Runde über 400 Meter aus. Zudem verhalf sie der 4-mal-100-Meter-Staffel zum Finaleinzug und trug damit zum Gewinn der Bronzemedaille bei und in der 4-mal-400-Meter-Staffel gewann sie in 3:26,93 min gemeinsam mit Shiann Salmon, Junelle Bromfield und Natoya Goule die Silbermedaille hinter dem kanadischen Team.

## Persönliche Bestzeiten
- 200 Meter: 22,99 s (+0,7 m/s), 22. Mai 2021 in Kingston
- 400 Meter: 50,02 s, 27. Juni 2021 in Kingston
  - 400 Meter (Halle): 52,32 s, 19. Februar 2022 in Birmingham